# Grube Zimmermann
Die Grube Zimmermann ist eine ehemalige Eisen-Grube des Bensberger Erzreviers in Bergisch Gladbach. Das Gelände gehört zum Stadtteil Sand. Aufgrund eines Mutungsgesuchs 
vom 8. Februar 1866 erfolgte die Verleihung des Grubenfeldes 
am 11. August 1868 mit dem Namen Zimmermann auf Eisenstein. das Grubenfeld lag in der gesamten Umgebung von Sand. Der Fundpunkt der Grube findet sich an der Einmündung der Straße An der Lohe in die Sander Straße. Alle Relikte sind überbaut worden. Über den Betrieb der Grube ist nichts bekannt.